# Oliver Ekman Larsson
Oliver Oscar Emanuel Ekman Larsson (* 17. Juli 1991 in Karlskrona) ist ein schwedischer Eishockeyspieler, der seit Juli 2024 bei den Toronto Maple Leafs in der National Hockey League unter Vertrag steht. Mit den Florida Panthers gewann er in den Playoffs 2024 den Stanley Cup. Zuvor verbrachte er über zehn Jahre bei den Arizona Coyotes, die ihn im NHL Entry Draft 2009 an sechster Position ausgewählt hatten und die er von 2018 bis 2021 als Kapitän anführte. Zudem lief er zwei Jahre für die Vancouver Canucks auf. Mit der schwedischen Nationalmannschaft gewann er unter anderem die Goldmedaille bei den Weltmeisterschaften 2017 und 2018 sowie die Silbermedaille bei den Olympischen Winterspielen 2014.

## Karriere

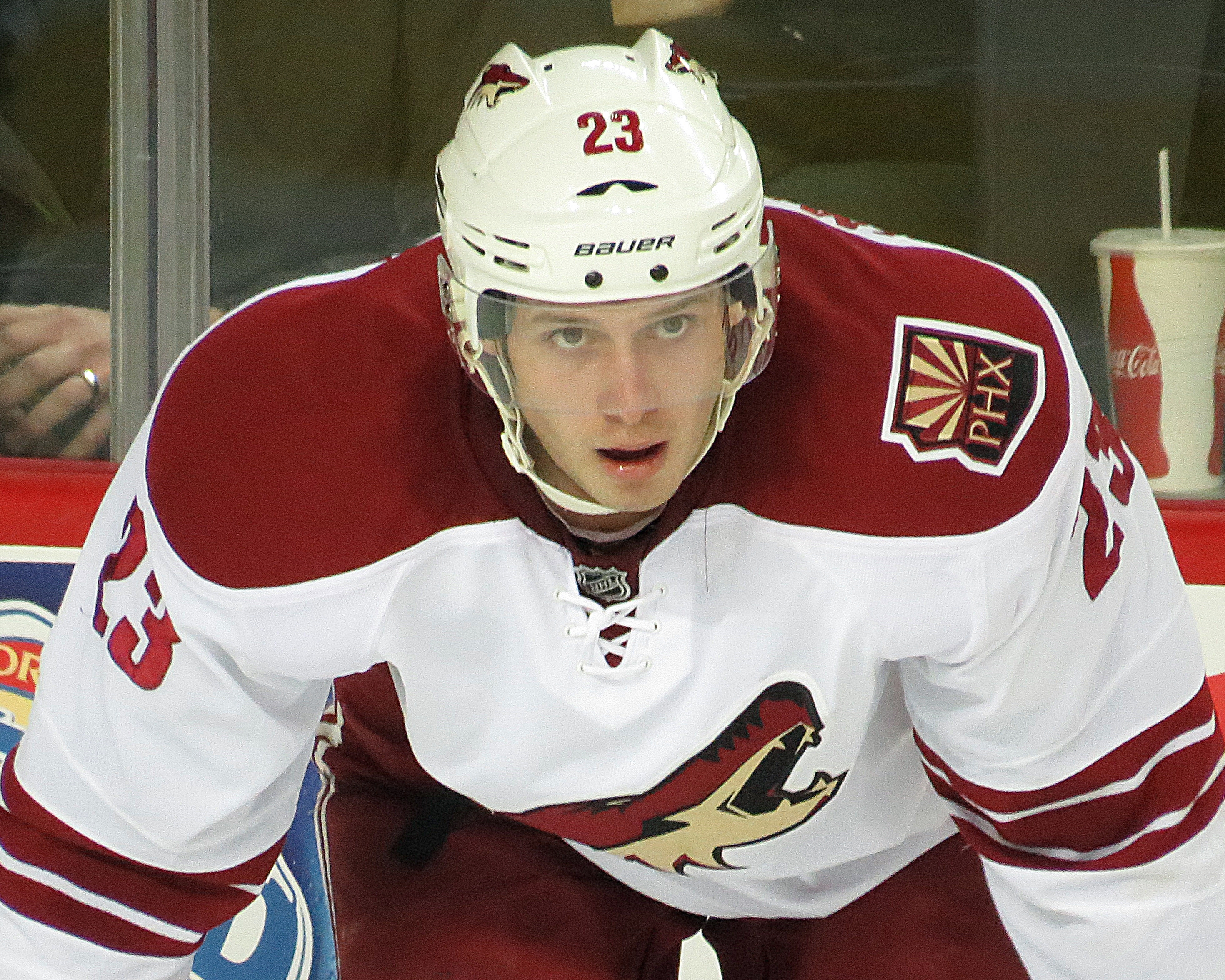
Ekman Larsson im Trikot der Coyotes (2014)

Oliver Ekman Larsson begann seine Karriere als Eishockeyspieler im Nachwuchsbereich des Tingsryds AIF, für dessen erste Mannschaft er in der Saison 2007/08 sein Debüt in der drittklassigen Division 1 gab. Anschließend wechselte der Verteidiger zum Leksands IF, für den er in der Saison 2008/09 in der HockeyAllsvenskan in 39 Spielen drei Tore erzielte und 14 Vorlagen gab. Daraufhin wurde der Linksschütze im NHL Entry Draft 2009 in der ersten Runde als insgesamt sechster Spieler von den Phoenix Coyotes ausgewählt. Bis 2010 blieb er jedoch bei seinem bisherigen Team in der HockeyAllsvenskan, bevor er in den NHL-Kader der Coyotes berufen wurde.  Für das NHL All-Star Game 2011 wurde er als einer von zwölf Rookies nominiert, die am Honda NHL SuperSkills teilnahmen.
Im Juli 2018 unterzeichnete Ekman Larsson einen neuen Achtjahresvertrag in Arizona, der ihm mit Beginn der Saison 2019/20 ein durchschnittliches Jahresgehalt von 8,25 Millionen US-Dollar einbringen soll. Wenige Wochen später wurde er zum vierten Mannschaftskapitän des Phoenix/Arizona Coyotes ernannt, womit er Shane Doan beerbte, nachdem das Amt durch dessen Rücktritt seit dem Vorjahr vakant gewesen war.
Nach über zehn Jahren bei den Coyotes wurde Ekman Larsson im Juli 2021 samt Conor Garland an die Vancouver Canucks abgegeben. Zum Zeitpunkt seines Weggangs aus Arizona hatte er 769 Partien bestritten und 388 Punkte erzielt, sodass er auf der Position des Verteidigers in der Franchise-Geschichte nur von Teppo Numminen übertroffen wurde. Im Gegenzug wechselten Loui Eriksson, Jay Beagle und Antoine Roussel zu den Coyotes, wobei es sich hierbei mehr um die Übernahme noch laufender, hochdotierter Verträge handelte als um eine Verstärkung von Arizonas Kader. Demzufolge gaben die Canucks zusätzlich ein Erstrunden-Wahlrecht für den NHL Entry Draft 2021, ein Zweitrunden-Wahlrecht für den NHL Entry Draft 2022 sowie ein Siebtrunden-Wahlrecht im NHL Entry Draft 2023 ab.
Bereits nach zwei Jahren in Vancouver, in denen er die in ihn gesetzten Erwartungen nicht erfüllen konnte, wurden ihm seine vier verbleibenden Vertragsjahre im Juni 2023 ausbezahlt (buy-out). Demzufolge befand er sich als Free Agent auf der Suche nach einem neuen Arbeitgeber, den er Anfang Juli 2023 in den Florida Panthers fand, wo er einen Einjahresvertrag unterzeichnete. In den folgenden Playoffs 2024 zog er mit dem Team ins Finale ein und errang mit einem 4:3-Erfolg über die Edmonton Oilers auch den ersten Stanley Cup der Franchise-Geschichte. Nach einem Jahr verließ er die Panthers und wechselte im Juli 2024, abermals als Free Agent, zu den Toronto Maple Leafs. Dort erhielt er einen Vierjahresvertrag mit einem Gesamtvolumen von 14 Millionen US-Dollar. Im November 2024 bestritt er dann seine 1000. Partie der regulären Saison in der NHL.

### International

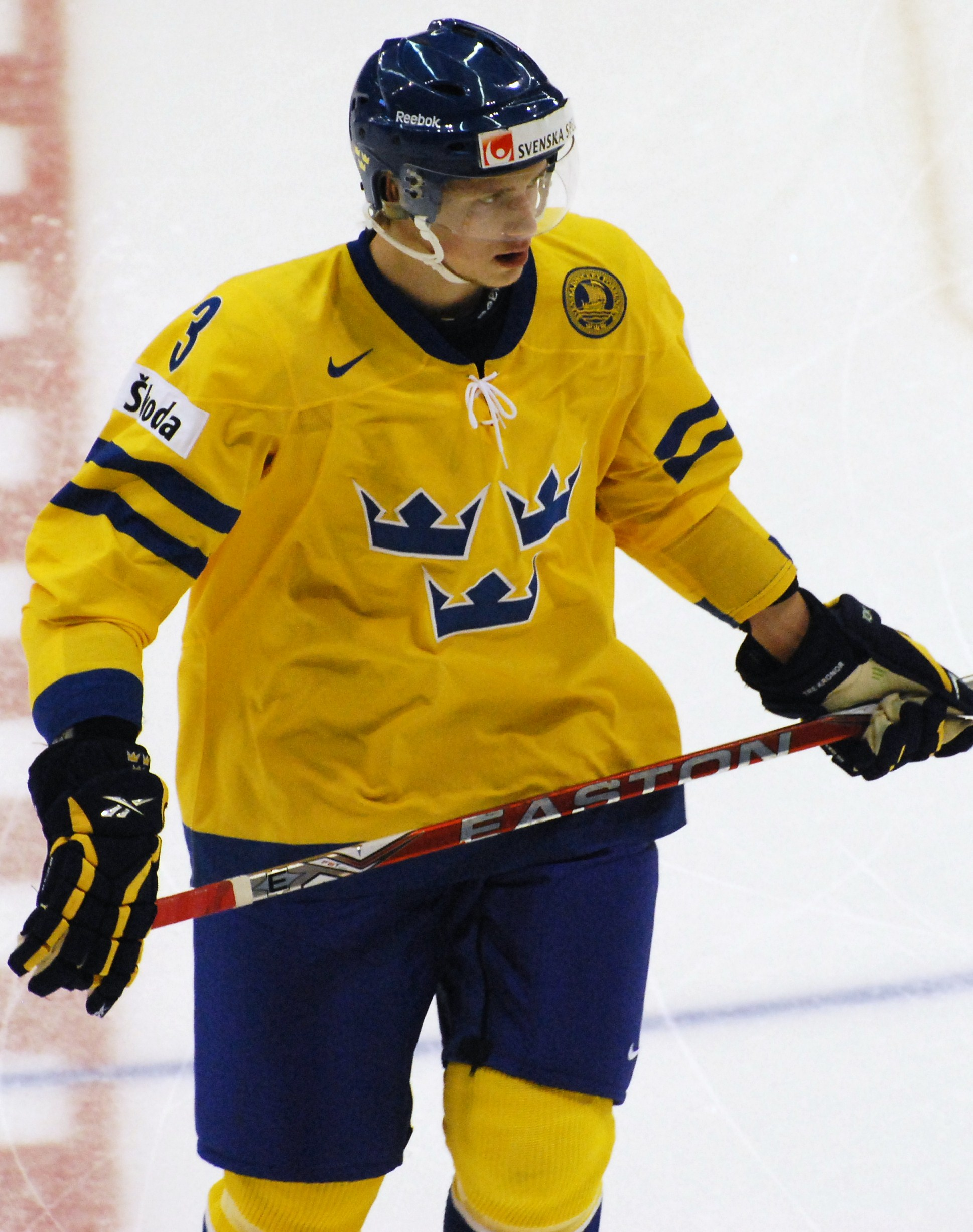
Ekman Larsson im Trikot der schwedischen Nationalmannschaft

Für Schweden nahm Ekman Larsson an der U18-Junioren-Weltmeisterschaft 2009 teil, bei der er mit seiner Mannschaft den fünften Platz belegte. Zudem vertrat er sein Heimatland  bei der U20-Junioren-Weltmeisterschaft 2010. Mit der schwedischen Auswahl nahm Larsson auch an den Seniorenweltmeisterschaften 2010 und 2011 teil. Bei den Olympischen Spielen 2014 gewann er mit der schwedischen Nationalmannschaft die Silbermedaille. Bei der WM 2015 belegte die Mannschaft zwar nur den fünften Rang, jedoch wurde Ekman Larsson bester Vorlagengeber (10) und daraufhin ins All-Star-Team berufen. Des Weiteren vertrat er sein Heimatland beim World Cup of Hockey 2016 und erreichte dort mit dem Team den dritten Platz, bevor er mit den Tre Kronor bei der Weltmeisterschaft 2017 die Goldmedaille gewann. Gleiches gelang dem Team im Folgejahr, wobei Ekman Larsson ins All-Star-Team des Turniers berufen wurde.

## Erfolge und Auszeichnungen
- 2011 Teilnahme an der NHL All-Star Game SuperSkills Competition
- 2015 Teilnahme am NHL All-Star Game
- 2018 Teilnahme am NHL All-Star Game
- 2024 Stanley-Cup-Gewinn mit den Florida Panthers

### International
| - 2010 Bronzemedaille bei der U20-Junioren-Weltmeisterschaft - 2010 Bronzemedaille bei der Weltmeisterschaft - 2011 Silbermedaille bei der Weltmeisterschaft - 2014 Silbermedaille bei den Olympischen Winterspielen - 2015 All-Star-Team der Weltmeisterschaft | - 2015 Bester Vorlagengeber der Weltmeisterschaft - 2016 Dritter Platz beim World Cup of Hockey - 2017 Goldmedaille bei der Weltmeisterschaft - 2018 Goldmedaille bei der Weltmeisterschaft - 2018 All-Star-Team der Weltmeisterschaft |

## Karrierestatistik
Stand: Ende der Saison 2024/25

### International
Vertrat Schweden bei:
| - U18-Junioren-Weltmeisterschaft 2009 - U20-Junioren-Weltmeisterschaft 2010 - Weltmeisterschaft 2010 - Weltmeisterschaft 2011 - Olympischen Winterspielen 2014 - Weltmeisterschaft 2015 | - World Cup of Hockey 2016 - Weltmeisterschaft 2017 - Weltmeisterschaft 2018 - Weltmeisterschaft 2019 - Weltmeisterschaft 2022 |

(Legende zur Spielerstatistik: Sp oder GP = absolvierte Spiele; T oder G = erzielte Tore; V oder A = erzielte Assists; Pkt oder Pts = erzielte Scorerpunkte; SM oder PIM = erhaltene Strafminuten; +/− = Plus/Minus-Bilanz; PP = erzielte Überzahltore; SH = erzielte Unterzahltore; GW = erzielte Siegtore; 1 Play-downs/Relegation; Kursiv: Statistik nicht vollständig)

## Familie
Sein Bruder Kevin Ekman Larsson ist ebenfalls professioneller Eishockeyspieler. Sein Großvater mütterlicherseits, Kenneth Ekman, nahm als Eishockeyspieler an den Olympischen Winterspielen 1972 teil.